# Stadionul CMC
Stadionul CMC, cunoscut și sub denumirea de Stadionul TCI, este un stadion polivalent din Cluj-Napoca, România, situat în Baza Sportivă C.M.C.. Denumirea vine de la clubul Construcții Montaj Cluj care a jucat pe acest stadion în anii 1970-80.
Stadionul avea o capacitate de 5.000 de locuri și a fost inaugurat în 1970, odată cu inaugurarea bazei sportive. Azi doar 3.000 de locuri pot fi utilizate de spectatori. 
Stadionul găzduiește meciurile și antrenamentele echipelor centrului de tineret al CFR Cluj, precum si a echipei a doua a clubului CFR Cluj II, ce evolueaza in liga a treia.